# Нитроэмали
Нитроцеллюло́зные эма́ли — эмалевые краски на основе нитрата целлюлозы (который получают обработкой целлюлозы азотной кислотой); на упаковке обычно обозначаются аббревиатурой НЦ. Образуют глянцевые, сохнущие при комнатной температуре за несколько десятков минут покрытия. Также известны под названием нитрокраски.

## Краткая история
Нитроэмали — суспензии пигментов в нитроцеллюлозном лаке — были хронологически первым типом быстросохнущих (15…30 минут после нанесения при комнатной температуре) эмалей. Созданы они были в 1920-х годах американскими химиками из компании DuPont специально для нужд автомобильной промышленности.
До этого быстросохнущими считались краски, способные затвердеть за срок менее одного-двух дней, например «японский чёрный» — асфальтовый лак, раствор асфальта в летучих органических растворителях. Широко применявшиеся до появления нитроэмалей для окраски кузовов масляные краски на основе олифы и скипидара сохли от нескольких суток до нескольких недель в зависимости от цвета, и к тому же требовали крайне трудоёмкого процесса нанесения кистями. После завершения окраски автомобиль покрывали несколькими слоями каретного копалового лака, также весьма медленно сохнущего. В целом процесс окрашивания занимал до 4…6 недель. Поэтому если покупатель хотел получить серийный автомобиль, окрашенный в какой либо цвет, кроме чёрного — ему приходилось доплатить за это значительную сумму, а некоторые производители, вроде «Форда», и вовсе не предлагали других цветов ни за какие деньги, поскольку окраска отдельных экземпляров автомобилей медленно сохнущими красками по индивидуальным заказам «ломала» всю систему конвейерного производства.
Появившаяся в начале 1920-х годов под коммерческим обозначением Duco нитроэмаль фирмы DuPont наносилась распылением и полностью высыхала за несколько десятков минут, сразу став идеальным вариантом для автомобилестроительной индустрии. Этими её качествами воспользовалась компания General Motors, в 1923 году сделавшая доступной на принадлежащей ей марке Oakland окраску кузова ярко-голубой нитроэмалью. Вскоре благодаря появлению нитроэмалей различных оттенков у автомобилестроителей появилась возможность быстро и экономично окрашивать кузова автомобилей в любой необходимый цвет. Этому примеру GM очень быстро последовали другие производители, включая «Форд».
Начиная с середины 1920-х и вплоть до 1950-х — 1960-х годов нитроэмали широко применялись в автомобилестроении для окраски кузовов. Для создаваемого ими покрытия характерны очень высокий блеск, превосходная декоративность (полупрозрачный, стеклянистый слой такой эмали при профессиональном нанесении совершенно лишён шагрени и даёт исключительно красивые, чёткие блики и отражения), приемлемая атмосферостойкость. Сушка нитроэмалевого покрытия производится при комнатной температуре и не требует специального оборудования, что также можно отнести к положительным моментам (в массовом производстве, однако, для ускорения сушки обычно применяли термокамеру с температурой, около 60 °C).
Однако процесс окраски автомобиля нитроцеллюлозными эмалями был длительным и трудоёмким по современным стандартам. Из-за низкой укрывистости эмаль наносилась в 5…7 и более слоёв — сначала два проявительных слоя, по которым производилось окончательное выравнивание дефектов поверхности при помощи нитрошпаклёвки с последующей шлифовкой, а затем ещё 3…5 и более слоёв с естественной промежуточной сушкой каждого, окончательной сушкой в низкотемпературной (60-70°С) термокамере и окончательной шлифовкой. На матовую отшлифованную плёнку эмали распылялся растворитель, который подрастворял её приповерхностный слой, благодаря чему происходило затягивание рисок от использовавшегося при шлифовании абразива, а сама поверхность эмали приобретала блеск. После этого производилась полировка кузова полировочными пастами, проходившая как правило в два этапа — первый сразу после окрашивания кузова, второй после окончательной сборки автомобиля. В результате получалось уникальное по внешнему виду «зеркальное» покрытие очень высокого качества, в особенности на дорогих представительских автомобилях, окраска и полировка которых осуществлялись с особой тщательностью и широким использованием ручного труда. В частности, именно так окрашивались сравнительно старые модели Rolls-Royce, все легковые модели ЗИЛ, представительские ГАЗ, а также «Волги» ГАЗ-21 чёрного цвета (в этом случае подготовка кузова к окраске осуществлялась в основном с использованием олова, так как синтетическая шпаклёвка была несовместима с нитроэмалью, а нитрошпаклёвка — пригодна лишь для исправления незначительных дефектов, так как держалась на поверхности только при толщине слоя порядка 1 мм).
Кроме того, нитроэмали обладали низкой долговечностью — окрашенный ими кузов уже после 3…5 лет постоянной круглогодичной эксплуатации требовал перекраски из-за выгорания краски и потери ей декоративных и защитных качеств.
Впоследствии нитроэмали стали применять только для окраски автомобилей представительского класса, остальные же автомобили стали окрашивать синтетическими эмалями на алкидной или акриловой основе. В СССР с начала 1960-х годов использовались меламино-алкидные эмали марки МЛ (легковые автомобили), либо пенфталевые (ПФ) и глифталевые (ГФ) эмали (грузовики и общественный транспорт), которые давали покрытие более низкого качества, чем нитроцеллюлозные эмали, но сохли при высокой (120—135 градусов) температуре в камере за несколько минут и требовали нанесения лишь двух слоёв — «проявительного» и основного, причём сразу после «запекания» приобретали достаточный блеск, не требуя последующей полировки, что позволило значительно упростить технологию и ускорить производственный процесс.
Помимо своего непосредственного назначения — окраски автомобильных кузовов — нитроэмали нашли широкое применение и в других областях. Так, они использовались для окраски деревянной мебели и музыкальных инструментов.
Выпускавшая музыкальные инструменты американская фирма Fender для своих электрогитар использовала в 50-е годы стандартные автомобильные краски на нитроцеллюлозной основе, среди поклонников марки эта технология считается одной из составляющих их уникального звучания, поэтому нередко при реставрации инструментов для окраски используется именно нитроэмаль.
В настоящее время эмали этого типа используются преимущественно в отделочных работах в помещениях (для наружных работ они не обладают достаточной по современным меркам атмосферостойкостью), причём единственным их достоинством по сравнению с более современными лакокрасочными материалами является низкая цена. Во многих странах их производство или продажа запрещены или сильно ограничены, так как нитроэмали считаются экологически вредными (как и все краски на основе растворителей, в настоящее время вытесняемые в развитых странах водорастворимыми) — при их сушке выделяется большое количество токсичных летучих органических соединений (в течение примерно месяца после нанесения), а также, как и многие нитросоединения, весьма пожароопасны.